# Холодный Ключ (Вавожский район)
Холо́дный Ключ — деревня в Вавожском районе Удмуртии. Входит в состав Волипельгинского сельского поселения.

## Население
| 2010 | 2012 |
| ---- | ---- |
| 0    | ↗1   |

## Улицы
В деревне имеется одна улица — Родниковая.